# Rétfalu (Ausztria)
Rétfalu (németül Wiesen, horvátul Bizmet) község Ausztriában, Burgenlandban, a Nagymartoni járásban.

## Fekvése
Burgenland nyugati részén fekszik, a Rozália-hegység keleti oldalában, Nagymartontól 4 km-re. Rétfalu Katzelsdorf, Savanyúkút, Pecsenyéd, Nagymarton, Fraknó és Lanzenkirchen községekkel határos.
Rétfalunak Siklósddal (Sigleß) közös vasúti megállója van a Sopron–Nagymarton–Bécsújhely vasútvonalon.

## Története

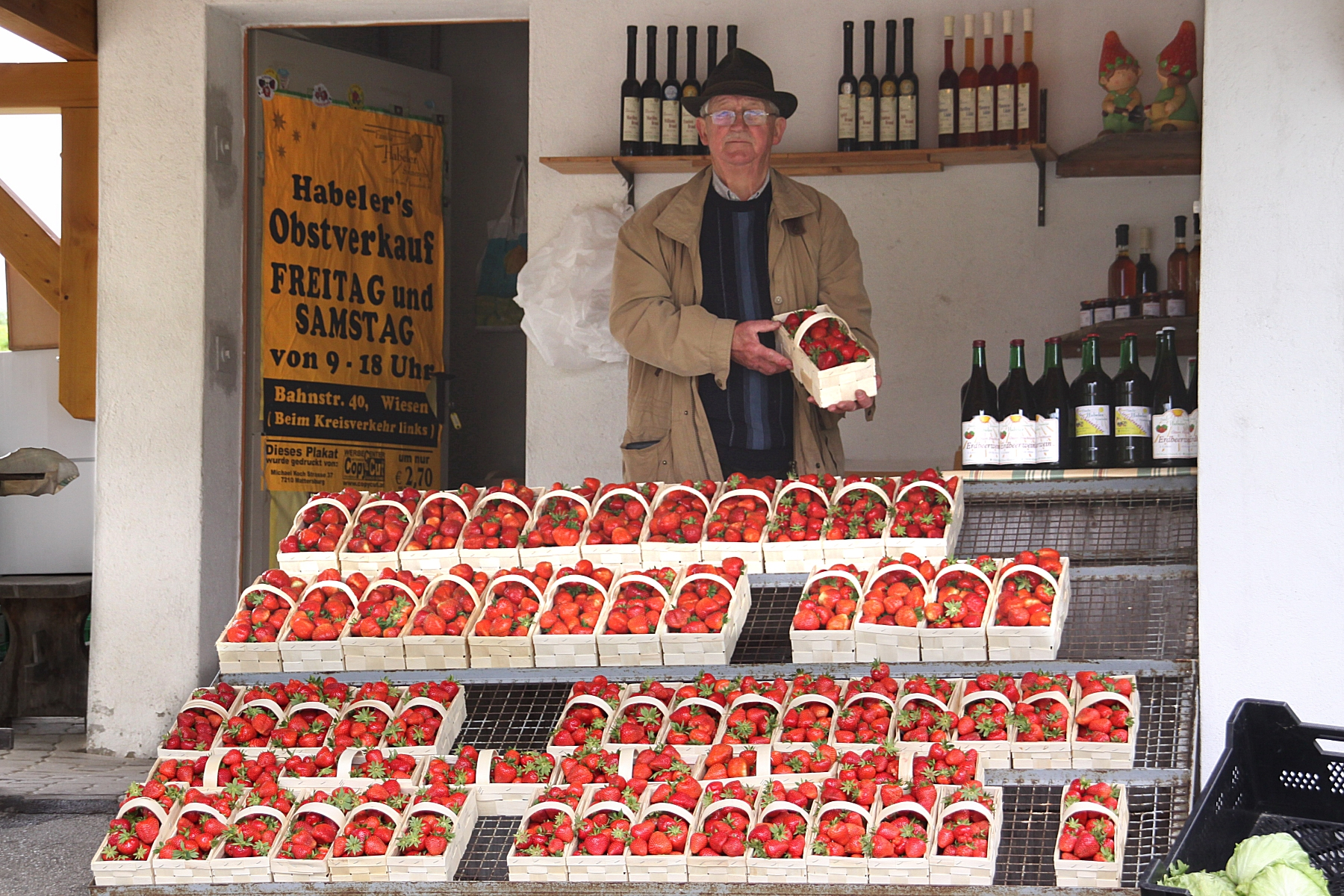
Rétfalusi szamócaárus

A település irtványtelepként keletkezett az 1300 körüli időben, 1346-ban "Wysun" alakban említik először. 1434-ben "Wyson", 1435-ben "Wysson" néven szerepel a korabeli forrásokban. Fraknó várának uradalmához tartozott.
Első lakói Nagymartonból települtek ki a közeli irtványra, melyet csakhamar alkalmassá tettek a szőlőművelésre és gyümölcstermesztésre. A közeli Bécsújhely pedig megfelelő piacot teremtett az itt termelt javak számára. 1529-ben, 1532-ben és 1683-ban elpusztította a török. A fejlődés azonban csak átmenetileg torpant meg, hiszen 1800-ban a lakosság száma már meghaladta az ezer főt. Fejlődésére szintén serkentőleg hatott, hogy 1847. augusztus 20-án átadták a sopron-bécsújhelyi vasútvonalat.
Fényes Elek szerint " Rétfalu, németül Wiesen, német falu, Sopron vgyében, Fraknóhoz északra 1/4 mfd., 1200 kath. lak., s paroch. templommal. Erdős, hegyes határa csak kevés rozsot, burgonyát terem. Van 599 1/8 hold szántófölde, 205 1/2 h. rétje, 403 kapa szőlőhegye, 11 hold kertje, és 1500 hold erdeje, melly lombos és fenyőfákból áll. – Fő gazdasága gyümölcstermesztésben van; gesztenyéje hires; almája, körtéje, cseresznyéje sok. F. u. h. Eszterházy Pál."
1891-ben 1497 német lakosa volt. A lakosság számának növekedése a 20. század elejére már nagyközséggé tette Rétfalut, mely a trianoni békeszerződésig Sopron vármegyéhez tartozott. 1910-ben 1799, túlnyomórészt német lakosa volt. 1921-ben a trianoni és saint-germaini békeszerződések értelmében Ausztria része lett.

## Nevezetességei
- Szent Borbála tiszteletére szentelt régi plébániatemploma egy 16. századi Szent Borbála-kápolna helyén épült 1673-ban. Tornyát 1682-ben építették. 1864-ben, 1886-ban és 1974-ben megújították. Főoltárképe 1886-ban készült.
- A Szentlélek tiszteletére szentelt plébániatemploma 1958 és 1962 között épült. Karcsú harangtornyával a Főtér domináns épülete.
- A Főtéren álló Szentháromság-oszlopot 1832-ben emelték.
- A Főtér 5. szám alatti lakóház a 17. században épült, 1976-ban renoválták.
- A Nepomuki Szent János-kápolnát 1719-ben építették.
- A Szent Sebestyén-oszlop 1700-ban készült.
- A Savanyúkút felé menő úton álló Szent Antal-oszlop 1721-ben készült.

## Rétfalui Fesztivál
Évente tartanak reggae-, rock-, alternatív zenei és jazzfesztivált a városban.

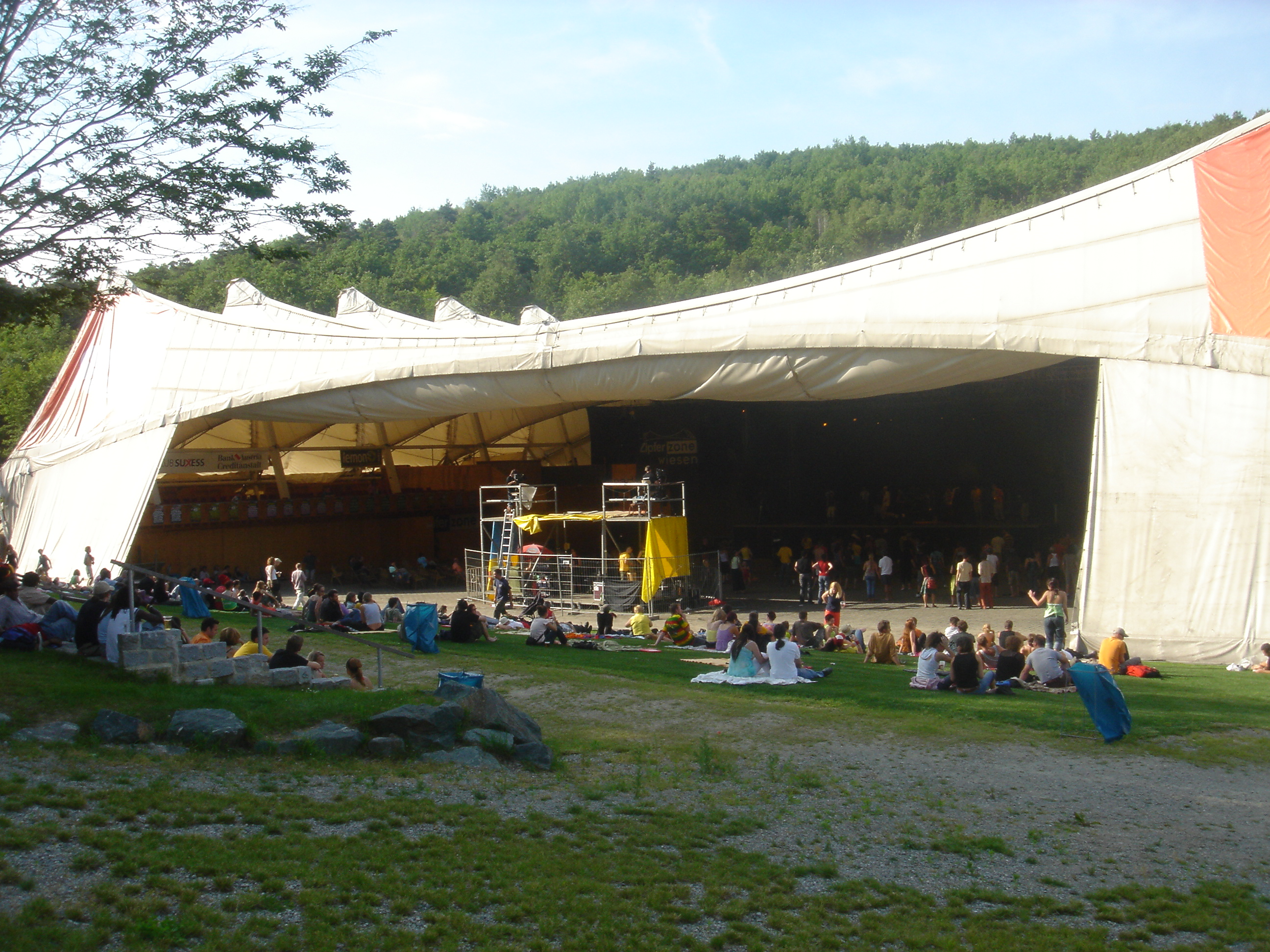
A Rétfalusi Fesztivál